# Escuela de Cine Krzysztof Kieślowski
La Escuela de Cine Krzysztof Kieślowski, también conocida como Escuela de Cine de Katowice, es una escuela polaca de cine y televisión creada en 1978 en la ciudad de Katowice. Exclusiva escuela de cine, ofrece cursos de Maestría en Dirección, Cinematografía y Fotografía, Producción de Cine y Televisión. La Escuela de Cine Kieślowski puede otorgar también el doctorado. Uno de sus primeros profesores fue el director Krzysztof Kieślowski. Está adscrita a la Universidad de Silesia. Evn 2017, se trasladó a un nuevo edificio en la calle Pawła n.º 3 en el centro de Katowice. El edificio ganó el Premio Brick de arquitectura  y fue preseleccionado para el Premio Mies van der Rohe en 2019.
Los estudiantes de la Escuela de Cine Krzysztof Kieślowski fueron galardonados nueve veces en el festival de cine Camerimage.

## Profesorado tutor

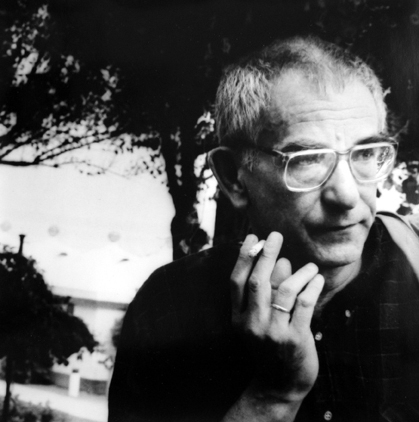
Krzysztof Kieślowski

- Maciej Pieprzyca
- Michał Rosa
- Bartosz Konopka
- Magdalena Piekorz
- Andrzej Jakimowski
- Marcin Koszałka
- Adam Sikora
- Bogdan Dziworski
- Jerzy Łukaszewicz
- Andrzej Fidyk
- Filip Bajon
- Krzysztof Zanussi [1][9]

## Alumni

### Directores de cine
- Urszula Antoniak
- Maciej Dejczer
- Magdalena Holland-Łazarkiewicz
- Andrzej Jakimowski
- Bartosz Konopka [10])
- Jan P. Matuszyński
- Magdalena Piekorz
- Maciej Pieprzyca
- Michał Rosa
- Agnieszka Smoczyńska
- Marcin Wrona
- Maria Zmarz-Koczanowicz [1][11][12]